# Polyardis detriticola
Polyardis detriticola är en tvåvingeart som beskrevs av Boris Mamaev 1993. Polyardis detriticola ingår i släktet Polyardis och familjen gallmyggor. Inga underarter finns listade i Catalogue of Life.